# Plagiothecium subglaucum
Plagiothecium subglaucum là một loài rêu trong họ Plagiotheciaceae. Loài này được Thwaites & Mitt. mô tả khoa học đầu tiên năm 1873.